# Service funèbre
Le service funèbre, culte d'obsèques ou culte d'action de grâce est le nom donné à la cérémonie qui suit la mort de quelqu'un dans le christianisme protestant. Elle a lieu au temple, autrement dit à l'église, ou au cimetière.

## Conception
La conception de la cérémonie est sensiblement différente du Requiem, ou messe pour les âmes des défunts catholique. Les protestants ne prient pas pour les morts. Dans la logique de la justification par la grâce (sola gratia), l'homme est « sauvé », c'est-à-dire trouve sa dignité, dans l'amour que Dieu lui porte sans condition et non par des actions (les œuvres) réalisées en vue d'obtenir cette justification. Dès le début de la Réforme protestante, le rite de l'extrême onction est interdite par Martin Luther, et l'éloge funèbre par Jean Calvin. La cérémonie s'adresse donc avant tout aux vivants, à la famille et aux proches du défunt en particulier.

## Déroulement

### Enterrement
La cérémonie dure d'une demi-heure à une heure, en général sans le corps, qui est enterré au préalable. Les tombes protestantes sont traditionnellement dépouillées, voire austère. Parfois un verset est inscrit sur la pierre en guise d'épitaphe. Dans certaines villes, il existe des cimetières protestants (Bordeaux, Nîmes, Montpellier, Beyrouth), car les protestants, considérés comme hérétiques, n'avaient pas le droit d'être enterré en terre consacrée catholique. Ces cimetières accueillaient aussi les juifs, libre-penseurs, et comédiens. En France, la crémation est permise par les Églises protestantes depuis 1898 (contre 1963 pour les catholiques).

### Cérémonie
La cérémonie comporte typiquement des temps de musique, une lecture de la Bible et sa prédication, des temps de prière et de témoignage, un Notre Père, une bénédiction de l'assemblée,. La méditation accompagne le deuil.
Les protestants ne célèbrent pas de messe pour l'anniversaire des morts. Il n'y a pas de moment particulier le 2 novembre, lors de la commémoration de tous les fidèles défunts célébrés par les catholiques.